# حيز تحت العنكبوتية
حيز تحت العنكبوتية (بالانجليزية: subarachnoid space) هو المنطقة الواقعة بين الغشاء العنكبوتي والأم الحنون في الطبقة المحيطة بالدماغ والنخاع الشوكي ، يحتوي السائل الدماغي النخاعي باللإضافة لاحتوائه على الأوعية الدموية التي تغذي الدماغ والنخاع الشوكي .

## اقرأ أيضا
- حيز فوق الجافية
- حيز تحت الجافية
- نزف تحت العنكبوتية
- السحايا